# Pizzo Pioltone
Il Pizzo Pioltone (in tedesco Camoscellahorn - 2.612 m s.l.m. ) è una montagna della Catena dell'Andolla nelle Alpi Pennine. Si trova sul confine tra l'Italia e la Svizzera.

## Caratteristiche
Dal versante italiano domina la Val Bognanco; dal versante svizzero la Zwischbergental laterale della Val Divedro.

## Salita alla vetta
Si può partire da San Bernardo località di Bognanco con sentiero di natura escursionistica.